# Campionati italiani estivi di nuoto 1907
I IX Campionati italiani di nuoto si sono disputati a Salò, nelle acque del Lago di Garda, il 25 e il 26 agosto 1907. La novità dell'anno è la prima gara a squadre, una staffetta 3 x 200m con in palio lo "Scudo Garibaldi", una scultura opera dell'artista e pioniere del nuoto Giuseppe Cantù, che non viene assegnato poiché la Rari Nantes Spezia reclama per scorrettezze contro la Rari Nantes Milano, arrivata prima; le due squadre vengono classificate prime a pari merito. Di rilievo è anche il debutto di Mario Massa, che si rivelerà il primo grande campione e dominatore del nuoto italiano sino al primo dopoguerra.

## Podi
Sino al 1931 venivano usati cronometri precisi al quinto di secondo (0,2 sec.); i tempi sono stati riportati usando i decimi di secondo, ne segue che le cifre dei decimi appaiano sempre pari.
s.t. = senza tempo
| Evento                           | Oro                                                            | Tempo                       | Argento                                                           | Tempo                       | Bronzo                                        | Tempo   |
|                                  |                                                                |                             |                                                                   |                             |                                               |         |
| stadio                           | Davide Baiardo                                                 | 2'53"0                      | Mario Massa                                                       | s.t.                        | Dionisio Loffredo                             | s.t.    |
| miglio                           | Mario Massa                                                    | 31'00"                      | Oreste Muzzi                                                      | 31'37"                      | Francesco Negri                               | 32'45"  |
| Gara a squadre - Scudo Garibaldi |                                                                |                             |                                                                   |                             |                                               |         |
| 3x200 m                          | Rari Nantes Milano Franco Amatore De Barbieri Amilcare Beretta | 10'40"0 prima a pari merito | Rari Nantes Spezia Emanuele Mantero Francesco De Pasquale Vecchiè | 10'42"0 prima a pari merito | Patavium Grossato Bortolozzi Sante Giacometti | 12'30"0 |